# Gnathopleustes simplex
Gnathopleustes simplex är en kräftdjursart som beskrevs av Edward Lloyd Bousfield och Hendrycks 1995. Gnathopleustes simplex ingår i släktet Gnathopleustes och familjen Pleustidae. Inga underarter finns listade i Catalogue of Life.